# Roberta (Geòrgia)
Roberta és una població dels Estats Units a l'estat de Geòrgia. Segons el cens del 2000 tenia 808 habitants.

## Demografia
Segons el cens del 2000, Roberta tenia 808 habitants, 304 habitatges, i 200 famílies. La densitat de població era de 210,8 habitants/km².
Dels 304 habitatges en un 32,6% hi vivien nens de menys de 18 anys, en un 33,9% hi vivien parelles casades, en un 29,9% dones solteres, i en un 34,2% no eren unitats familiars. En el 31,6% dels habitatges hi vivien persones soles el 16,4% de les quals corresponia a persones de 65 anys o més que vivien soles. El nombre mitjà de persones vivint en cada habitatge era de 2,36 i el nombre mitjà de persones que vivien en cada família era de 2,96.
Per edats la població es repartia de la següent manera: un 26,9% tenia menys de 18 anys, un 6,9% entre 18 i 24, un 22,5% entre 25 i 44, un 22,5% de 45 a 60 i un 21,2% 65 anys o més.
L'edat mediana era de 40 anys. Per cada 100 dones de 18 o més anys hi havia 66,9 homes.
La renda mediana per habitatge era de 25.625 $ i la renda mediana per família de 33.125 $. Els homes tenien una renda mediana de 32.125 $ mentre que les dones 18.625 $. La renda per capita de la població era de 14.536 $. Entorn del 25,1% de les famílies i el 29,1% de la població estaven per davall del llindar de pobresa.

## Poblacions més properes
El següent diagrama mostra les poblacions més properes.